# Домингес, Леандро
Леандро Домингес Барбоса (порт.-браз. Leandro Domingues Barbosa, 24 августа 1983, Витория-да-Конкиста, Баия — 1 апреля 2025, Салвадор) — бразильский футболист, полузащитник. Самый ценный игрок Джей-лиги (2011).

## Клубная карьера
Леандро Домингес попал в юношескую систему «Витории» в 1995, в основной состав попал в 2001 году, проведя несколько матчей за сезон. За два сезона 2004 и 2005 «Витория» вылетела сначала в Серию B, а затем и Серию C. Именно в серии С в сезоне 2006 Леандро Домингес сумел проявить себя, стал вторым бомбардиром турнира и помог своей команде вернуться в Серию В.
Чтобы погасить долги «Витории», в 2007 году Леандро Домингес был продан в «Крузейро». В мае 2008 после возникших разногласий с тренером вернулся в «Виторию» на правах аренды. В дальнейшем был в аренде в «Флуминенсе» и снова в «Витории».
В конце 2009 года игрок ушёл из «Крузейро», так как клуб не собирался продлевать с ним контракт. В 2010 подписал контракт с японским клубом «Касива Рейсол», выступавшим во второй Джей лиге. В том же сезоне «Касива» добилась повышения в классе, а на следующий год стала чемпионом Японии. Леандро стал лучшим бомбардиром команды в том сезоне и был признан игроком года в Японии.
8 июня 2014 года бразилец перешёл в другой клуб Джей лиги «Нагоя Грампус».
Скончался 1 апреля 2025 года от рака левого яичка.

## Достижения

### Командные
Витория:
- Лига Баияно: 2002, 2003, 2004, 2005

 Крузейро:
- Лига Минейро: 2008

 Касива Рейсол:
- Второй Дивизион Джей-лиги: 2010
- Первый Дивизион Джей-лиги: 2011
- Суперкубок Японии: 2012
- Кубок императора: 2012

### Личные
- Самый ценный игрок Джей-лиги: 2011
- 11 лучших игроков Джей-лиги: 2011, 2012